# Castel de Cabra (kommunhuvudort)
Castel de Cabra är en kommunhuvudort i Spanien.   Den ligger i provinsen Provincia de Teruel och regionen Aragonien, i den östra delen av landet, 260 km öster om huvudstaden Madrid. Castel de Cabra ligger 1 086 meter över havet och antalet invånare är 143.
Terrängen runt Castel de Cabra är kuperad, och sluttar norrut.  Trakten runt Castel de Cabra är nära nog obefolkad, med mindre än två invånare per kvadratkilometer. Närmaste större samhälle är Montalbán, 9,5 km väster om Castel de Cabra. 